# Кирса
Ки́рса (ест. Kõrsa küla) — село в Естонії, у волості Торі повіту Пярнумаа.

## Населення
Чисельність населення на 31 грудня 2011 року становила 66 осіб.

## Географія
Через село проходить автошлях 59 (Пярну — Торі).